# Chichinales
Chichinales är en ort i Argentina.   Den ligger i provinsen Río Negro, i den södra delen av landet, 900 km sydväst om huvudstaden Buenos Aires. Chichinales ligger 197 meter över havet och antalet invånare är 4 060.
Terrängen runt Chichinales är platt. Närmaste större samhälle är Villa Regina, 12,1 km väster om Chichinales.
Omgivningarna runt Chichinales är i huvudsak ett öppet busklandskap. Runt Chichinales är det mycket glesbefolkat, med 6 invånare per kvadratkilometer.